# Фонтана Пасквале (Беневенто)
Фонтана Пасквале је насеље у Италији у округу Беневенто, региону Кампанија.
Према процени из 2011. у насељу је живело 22 становника. Насеље се налази на надморској висини од 424 м.